# Our Movie by Sophie & Stella
Our Movie by Sophie & Stella, auch bekannt unter dem Kurztitel Our Movie, ist ein britischer Pornofilm aus dem Jahr 2005, der ausschließlich lesbische Sexualität zeigt.
Produziert wurde der Streifen von Viv Thomas. Die Veröffentlichung erfolgte direkt auf DVD (Direct-to-Video), für den Vertrieb zeichnete V.L.T. Promotions verantwortlich.

## Handlung
Der Film hat keine durchgängige Handlung. Stattdessen werden in etwas mehr als zwei Stunden Spieldauer fünf Szenen aneinandergereiht, die in sich durchaus einem roten Faden folgen. Dabei werden in drei Szenen zwei Darstellerinnen bei intimen Handlungen gezeigt und in zwei Szenen sind es drei Darstellerinnen. Wiederkehrende Elemente sind dabei u. a. Zungenküsse und Cunnilingus. In den kurzen Passagen mit Text unterhalten sich die Akteure in ihrer Muttersprache.
Von den beiden titelgebenden Darstellerinnen ist Stella Stevens an jeder Szene beteiligt; Sophie Moone, die auch für die Regie zuständig war, lediglich in der abschließenden:
1. Szene: Liz Honey, Stella Stevens
2. Szene: Anette Dawn, Stella Stevens
3. Szene: Brittany Stone, Bibi Blue, Stella Stevens
4. Szene: Brigitte Hunter, Stella Stevens
5. Szene: Sandra Shine, Sophie Moone, Stella Stevens

## Rezeption
Der Rezensent von Adult DVD Talk betont für jede einzelne Szene, dass die Darstellerinnen mit ehrlicher Leidenschaft dabei seien und das Gefühl vermittelten, es wäre ihnen nicht auf die Bezahlung angekommen oder eine mitlaufende Kamera.
Auf der technischen Seite wird angemerkt, dass die Kamerawinkel nicht immer die besten seien und auch die Beleuchtung bei jenen Streifen besser sei, bei denen Produzent Viv Thomas eine größere Rolle einnehmen würde. Bei der vierten, im Freien spielenden Szene käme das Gefühl eines Home Movie auf. Zu den DVD-Extras gab es kein Urteil.